# Раково (Кюстендилская область)
Раково (болг. Раково) — село в Болгарии. Находится в Кюстендилской области, входит в общину Невестино. Население составляет 23 человека.

## Политическая ситуация
Раково подчиняется непосредственно общине и не имеет своего кмета.
Кмет (мэр) общины Невестино — Димитр Иванов Стаменков (независимый) по результатам выборов в правление общины.